# ワイエム証券
ワイエム証券株式会社（ワイエムしょうけん）は、山口フィナンシャルグループ (YMFG) と東海東京フィナンシャル・ホールディングスの共同出資による証券会社。日本証券業協会加盟。営業開始は2007年10月10日。本社は山口県下関市竹崎町のエストラスト下関センタービル9階にある。
日本初の、地方銀行と証券会社の共同出資による証券会社である。

## 店舗
本店営業部をはじめ、山口県、広島市、北九州市などに支店を開設。広島支店、北九州支店以外はYMFG傘下の山口銀行・もみじ銀行・北九州銀行の支店内に併設する共同店舗で業務を行っている。
なお、2008年4月28日には東海東京証券の下関支店・広島支店の事業を承継（会社分割による事業の承継）している。